# 라투르

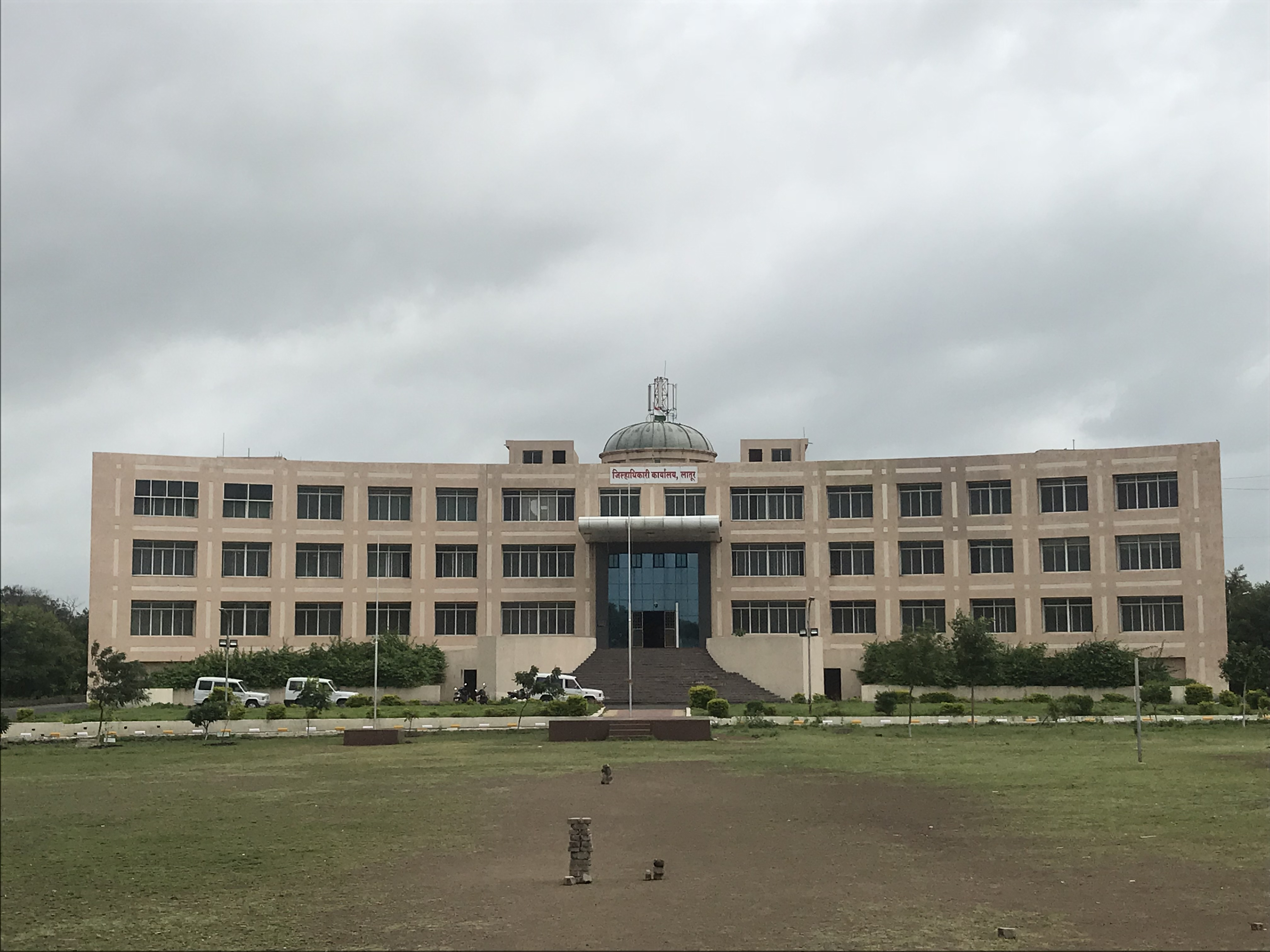
라투르의 콜렉터의 오피스

라투르(Latur)는 인도 마하라슈트라주의 도시이며 마라트완다 지역에서 가장 큰 도시들 가운데 하나이다. 라투르에서 가장 많이 사용되는 언어는 마라티어이다. 이 도시의 교육의 질이 높아 마하라슈트라주 전역의 학생들을 유혹한다.

## 인구
라투르의 인구 수는 2011년 인구조사 기준으로 396,955명이다.
대부분의 주민들은 마라티어를 하며(62%), 우르두어 화자는 18%, 힌디어 화자는 9%이다.

## 같이 보기
- 마라타 제국